# Kévin Cabral
Pour les articles homonymes, voir Cabral.
Kévin Cabral, né le 10 juillet 1999 à Paris (France), est un footballeur français. Il joue au poste d'ailier au MLS Pool aux Étas-Unis.

## Biographie

### En club

#### Formation au Paris SG
Kévin Cabral commence à jouer au football à Ris-Orangis au côté de Rémi, son frère jumeau. Ensemble, ils rejoignent le centre de formation du Paris Saint-Germain à l'âge de 12 ans. Ils portent les couleurs rouge et bleu durant cinq saisons et remportent notamment le championnat national U17 en 2016. Non conservé par le PSG, il rejoint Valenciennes à l'été 2017 alors que son frère signe à Metz.

#### Valenciennes FC
Après une première année passée en réserve, Kévin Cabral commence à côtoyer l'équipe première. Le 5 octobre 2018, il apparaît pour la première fois sur le banc du VAFC. Le 19 octobre, il dispute ses premières minutes de jeu en Domino’s Ligue 2, entrant en jeu pour les six dernières minutes face à l'US Orléans (11e journée, défaite 1-0).  
Utilisé plus régulièrement après la trêve hivernale, il participe à onze rencontres de championnat, dont cinq titularisations. Pour sa première titularisation, il inscrit un doublé lors de la réception de Grenoble (25e journée, victoire 3-2). Le 21 février 2019, il signe son premier contrat professionnel, le liant au club jusqu'en 2022. Son frère rejoint à son tour Valenciennes lors de la saison 2019-2020.  
Joueur de rotation lors de la saison 2019-2020, il entre régulièrement en cours de match, à dix-sept reprises, pour un total de vingt-deux apparitions en Ligue 2. Il s'impose comme titulaire la saison suivante, débutant vingt-huit des trente premières journées de championnat. Régulièrement décisif, il inscrit sept buts et délivre quatre passes décisives.  

#### Galaxy de Los Angeles
Le 5 avril 2021, la presse annonce qu'un accord a été trouvé avec le Galaxy de Los Angeles pour son transfert contre cinq millions d'euros. Le 8 avril, son transfert à Los Angeles est officialisé. Il y retrouve un autre Français, Samuel Grandsir.

#### Rapids du Colorado
Décevant par ses performances pour un joueur avec le statut de joueur désigné, Cabral est transféré aux Rapids du Colorado le 8 décembre 2022 contre un montant d'allocation générale d'un million de dollars. Cette transaction libère ainsi une place de joueur désigné au Galaxy, qui fait face à une sanction de transfert effective à partir de l'été 2023. Kévin Cabral quitte le club en juillet 2025.

## Statistiques
| Saison                | Club                  | Championnat           | Championnat | Championnat | Championnat | Coupe nationale | Coupe nationale | Coupe nationale | Coupe de la Ligue | Coupe de la Ligue | Coupe de la Ligue | Compétition(s) continentale(s) | Compétition(s) continentale(s) | Compétition(s) continentale(s) | Compétition(s) continentale(s) | Total | Total | Total |
| Saison                | Club                  | Division              | M.          | B.          | P.d.        | M.              | B.              | P.d.            | M.                | B.                | P.d.              | Comp.                          | M.                             | B.                             | P.d.                           | M.    | B.    | P.d.  |
| 2018-2019             | Valenciennes FC       | Ligue 2               | 12          | 2           | 0           | 1               | 0               | 0               | -                 | -                 | -                 | -                              | -                              | -                              | -                              | 13    | 2     | 0     |
| 2019-2020             | Valenciennes FC       | Ligue 2               | 22          | 1           | 2           | 2               | 0               | 1               | 1                 | 0                 | 0                 | -                              | -                              | -                              | -                              | 25    | 1     | 3     |
| 2020-2021             | Valenciennes FC       | Ligue 2               | 29          | 7           | 4           | 2               | 3               | 0               | -                 | -                 | -                 | -                              | -                              | -                              | -                              | 31    | 10    | 4     |
| Sous-total            | Sous-total            | Sous-total            | 63          | 10          | 6           | 5               | 3               | 1               | 1                 | 0                 | 0                 | -                              | -                              | -                              | -                              | 69    | 13    | 7     |
| 2021                  | Galaxy de Los Angeles | MLS                   | 28          | 5           | 2           | -               | -               | -               | -                 | -                 | -                 | -                              | -                              | -                              | -                              | 28    | 5     | 2     |
| 2022                  | Galaxy de Los Angeles | MLS                   | 35          | 1           | 3           | 4               | 2               | 0               | -                 | -                 | -                 | -                              | -                              | -                              | -                              | 39    | 3     | 3     |
| Sous-total            | Sous-total            | Sous-total            | 63          | 6           | 5           | 4               | 2               | 0               | -                 | -                 | -                 | -                              | -                              | -                              | -                              | 67    | 8     | 5     |
| 2023                  | Rapids du Colorado    | MLS                   | 19          | 2           | 0           | 3               | 0               | 0               | -                 | -                 | -                 | LCup                           | 2                              | 0                              | 1                              | 24    | 2     | 1     |
| Total sur la carrière | Total sur la carrière | Total sur la carrière | 145         | 18          | 11          | 12              | 5               | 1               | 1                 | 0                 | 0                 | -                              | 2                              | 0                              | 1                              | 160   | 23    | 13    |